# Sévigny-Waleppe
 Sévigny-Waleppe  là một xã ở tỉnh Ardennes, thuộc vùng Grand Est ở phía bắc nước Pháp.